# Luca Stefani
Luca Stefani (ur. 22 lutego 1987 w Asiago) – włoski łyżwiarz szybki, srebrny medalista mistrzostw świata.

## Kariera
Największy sukces w karierze Luca Stefani osiągnął w 2008 roku, kiedy wspólnie z Enrico Fabrisem i Matteo Anesim zdobył srebrny medal w biegu drużynowym podczas dystansowych mistrzostw świata w Nagano. Był to jedyny medal wywalczony przez niego na międzynarodowej imprezie tej rangi. W tej samej konkurencji Włosi ze Stefanim w kładzie zajęli też czwarte miejsce na rozgrywanych rok później dystansowych mistrzostwach świata w Richmond i ósme podczas mistrzostw świata w Soczi w 2013 roku. W 2010 roku brał udział w igrzyskach olimpijskich w Vancouver, gdzie zajął 25. miejsce na dystansie 5000 m, a w drużynie był szósty. Nigdy nie stanął na podium indywidualnych zawodów Pucharu Świata, jednak w drużynie dokonał tego czterokrotnie. Najlepsze wyniki osiągnął w sezonie 2013/2014, kiedy zajął 19. miejsce w klasyfikacji końcowej startu masowego.